# Grutzena
Grutzena is een Duits historisch merk van motorfietsen.
De bedrijfsnaam was: Grutzena Werk GmbH, Belzig-Mark.
Grutzena was een van de honderden kleine bedrijven die in de jaren twintig motorfietsen gingen produceren. Er was in het Duitsland van na de Eerste Wereldoorlog behoefte aan eenvoudige, goedkope vervoermiddelen, maar de concurrentie was enorm en het opzetten van een dealernetwerk voor dergelijke kleine merken onmogelijk. Juist in 1925, toen Grutzena op de markt kwam met eenvoudige frames met een bladveer-voorvork waarin 348cc-Kühne-kopklepmotoren waren gemonteerd, verdwenen ruim 150 van deze merken. Ook Grutzena hield het niet lang vol: in 1926 verdween het merk van de markt.